# Riesa
Riesa (hornolužickosrbsky Ryzawa, Rěža, česky zastarale Řezov) je velké okresní město v zemském okrese Míšeň v německé spolkové zemi Sasko. Město leží na Labi, přibližně 40 km severozápadně od Drážďan. Má přibližně 29 tisíc obyvatel.

## Historie
Název Riesa je odvozen od slovanského Riezowe. Tento název, romanizovaný jako "Rezoa", se poprvé objevil v  říjnu 1119 v dokumentu papeže Kalixta II.
Město drží jedno prvenství - mezi ním a městem Lauchhammer bylo jako mezi prvními na světě nainstalováno 110 kV elektrické vedení. Stalo se tak v roce 1912. Mezi lety 1952 a 1994 byla Riesa sídlem okresu.
V 80. letech byla Riesa hlavním velitelstvím 9. tankové divize skupiny sovětských vojsk v Německu.

### Historie osídlení
Město rostlo od začátku 20. století v důsledku industrializace. Populace klesla po znovusjednocení Německa v roce 1990. Místní ocelárny ukončily svůj provoz a počet obyvatel klesl z 52 000 na 32 000.

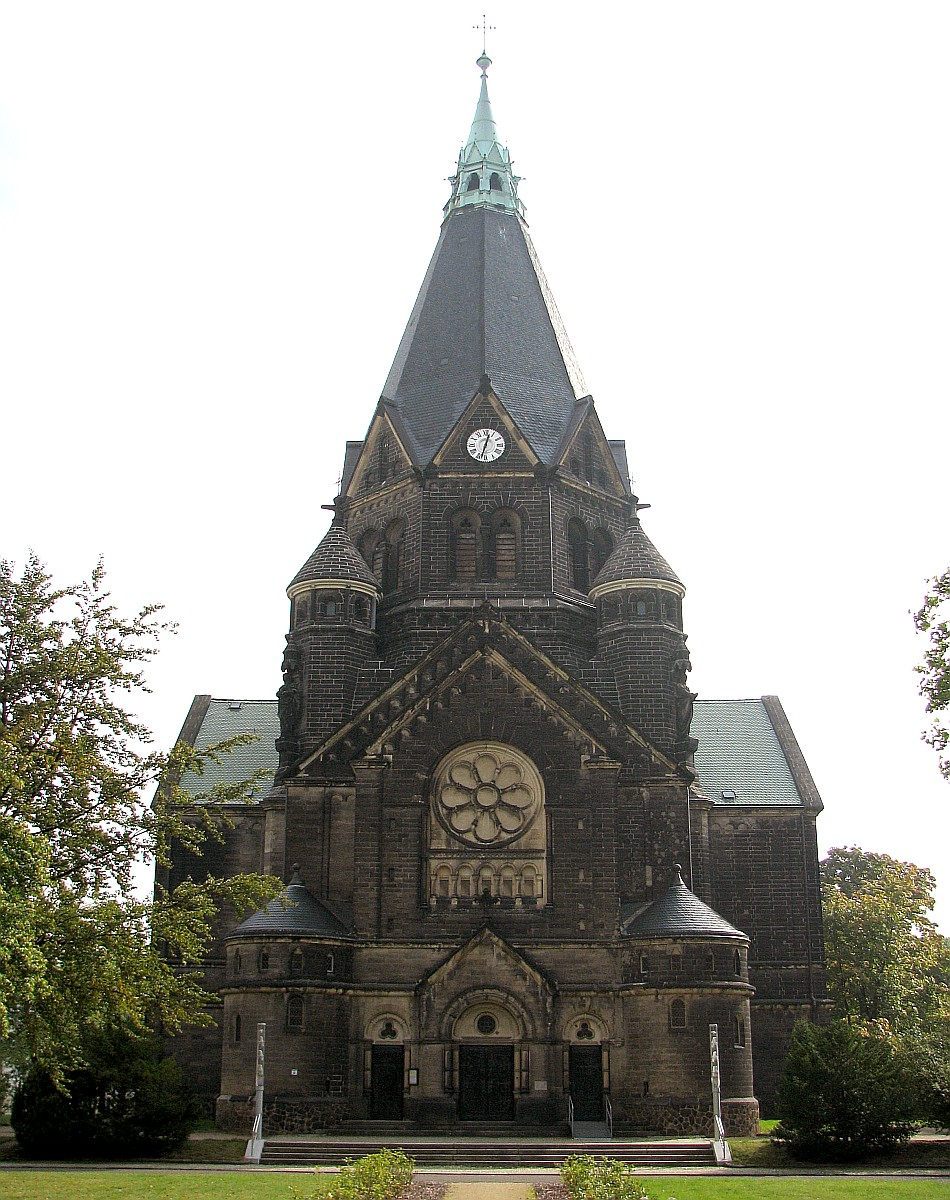
Kostel Trinitatis (2008)

| Historie osídlení Riesy | Historie osídlení Riesy | Historie osídlení Riesy | Historie osídlení Riesy | Historie osídlení Riesy | Historie osídlení Riesy | Historie osídlení Riesy | Historie osídlení Riesy | Historie osídlení Riesy |
| Rok                     | 1575                    | 1834                    | 1849                    | 1875                    | 1880                    | 1900                    | 1933                    | 1939                    |
| ----------------------- | ----------------------- | ----------------------- | ----------------------- | ----------------------- | ----------------------- | ----------------------- | ----------------------- | ----------------------- |
| Populace                | 350                     | 1,631                   | 2,679                   | 5,707                   | 6,259                   | 13,491                  | 26,248                  | 29,963                  |
| Rok                     | 1946                    | 1950                    | 1960                    | 1981                    | 1995                    | 2000                    | 2005                    | 2010                    |
| Populace                | 34,406                  | 36,150                  | 36,769                  | 51,857                  | 42,429                  | 39,367                  | 36,221                  | 34,013                  |
| Rok                     | 2012                    | 2013                    |                         |                         |                         |                         |                         |                         |
| Populace                | 32,733                  | 32,099                  |                         |                         |                         |                         |                         |                         |

## Osobnosti
- Monika Zehrtová (* 1952), atletka
- Heiko Peschke (* 1963), fotbalista
- Ulf Kirsten (* 1965), fotbalista
- Maximilian Arnold (* 1994), fotbalista

## Partnerská města
Riesa je partnerským městem s:
- Mannheim, Germany[6]

- Sandy, Utah[7]

- Rotherham, Great Britain

- Lonato del Garda, Italy

- Suzhou, China

- Villerupt, France

- Głogów, Poland